# Homalia semperiana
Homalia semperiana là một loài rêu trong họ Neckeraceae. Loài này được (Hampe) Paris mô tả khoa học đầu tiên năm 1904.